# ラファエル・アリエ

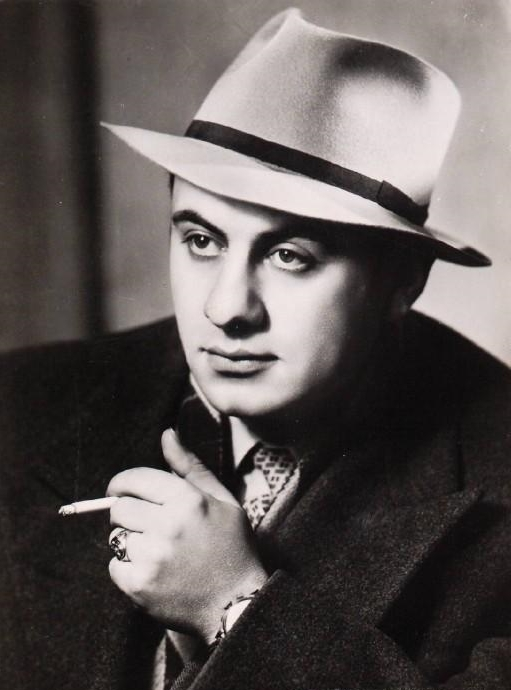
1955年

ラファエル・アリエ（ブルガリア語: Рафаел Арие, ラテン文字転写例：Raffaele Arié, 1920年1月29日 - 1988年8月22日）は、ブルガリア出身のバス歌手。

## 生涯

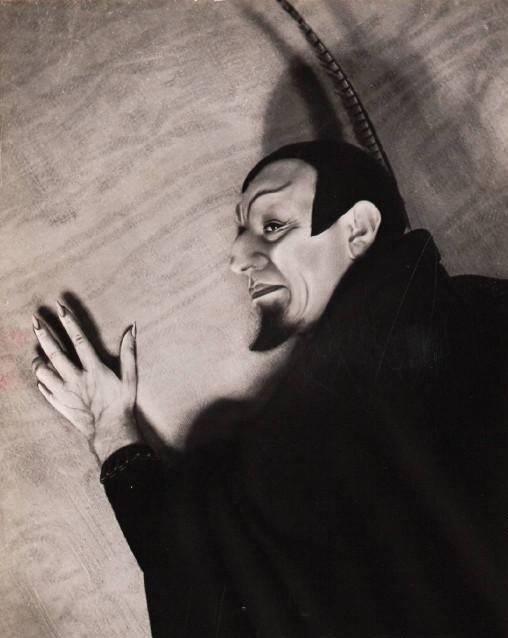
仮想をしたラファエル

ソフィアの生まれ。生地の音楽院でクリスト・ブランバロフに声楽を学ぶ。1939年にソフィアでヘンデルの《メサイア》の上演に参加して歌手デビューを飾った。1945年には地元の歌劇場でオペラの初舞台を踏んでいる。1946年のジュネーヴ国際音楽コンクールの声楽部門で優勝した後、イタリアでリッカルド・ストラチアーリ、アポロ・グランフォルテ、カルロ・タリアブーエの各氏の指導を受ける。1947年にはプロコフィエフの《三つのオレンジへの恋》のトゥレーフ役を歌ってスカラ座に初登場した。1949年から1956年までエクサン＝プロヴァンス音楽祭に参加し、1950年から1952年までニューヨーク・シティ・センター・オペラでも歌った。1978年に引退後はテルアビブ大学やルービン音楽院等で後進の指導に当たった。1960年から1968年までウィーン国立歌劇場にも登場している。
サンモリッツにて死去。